# Чемпіонат Севастополя з футболу
Чемпіонат Севастополя з футболу — міське змагання серед чоловічих аматорських команд міста Севастополь. Проводиться під егідою Федерації футболу Севастополя.

## Історія
Дебютний розіграш чемпіонату Севастополя пройшов під час Першої світової війни. Організатором турніру виступив Севастопольський гурток любителів спорту, який оголосив усім охочим, що змагання відбудеться у вересні 1915 року. Від учасників турніру потрібно було надати список футболістів, які будуть заявлені за команди чемпіонату. Для переможця турніру було створено перехідний срібний кубок. Першим переможцем стала команда Костянтинівського реального училища. У 1917 році чемпіоном міста стала команда «Рекс».
У зв'язку із громадянською війною футбольні змагання припинилися. У 1922 році було відновлено роботу Севастопольського гуртка любителів спорту завдяки дозволу радянської влади на функціонування приватних спортивних товариств . Головним завданням відновленого гуртка стала організація міського чемпіонату 1922 року та створення Севастопольської футбольної ліги. З цієї нагоди 3 вересня 1922 року відбулося урочисте засідання правління гуртка. Тоді ж пройшло обрання президії майбутньої Севастопольської футбольної ліги . За підсумками розіграшу чемпіонату Севастополя з різних видів спорту, що пройшов у липні 1923 року, «Рексу» було присвоєно звання чемпіона без змагань.
З ліквідацією Севастопольського гуртка любителів спорту 1924 року в місті на деякий час припинилися всі футбольні змагання, а команди змагалися лише у товариських матчах .
Весняний розіграш чемпіонату міста 1936 року відбувся серед 20 команд розділених на чотири групи. У групі найсильніших команд виступали шість колективів: БЧАФ (Будинок Червоної Армії та флоту), «Динамо», СМЗ-1, СМЗ-2, крейсер «Комінтерн» та «Воєнпорт». Переможцем у підсумку стала команда БЧАФ. У осінньому чемпіонаті команда БЧАФ не брала участі через виступи на зональному турнірі першості Червоної Армії, а головний приз у підсумку дістався «Динамо».
У найсильнішій групі весняної першості 1937 року переможцем став «Суднобудівник», що представляв Морський завод.
Газета «Маяк комуни» у першій половині 1941 року звертала увагу, що протягом останніх трьох років першість міста проводиться нерегулярно. При цьому раніше кількість команд, що борються за звання весняного та осіннього чемпіона Севастополя, обчислювалася десятками, а до 1941 футбольних команд у місті залишалася кілька штук.
У роки німецько-радянської війни турнір не проводився. У травні 1946 року футбольна першість була відновлена. На першому повоєнному чемпіонаті зіграло чотири команди — «Суднобудівник», «Будівельник Півдня», команда лінкора «Севастополь» та команда навчального загону. Турнір проходив за круговою системою, а перемогу в ньому здобула команда «лінкорівців».
На наступному чемпіонаті кількість команд-учасників була подвоєна і через це змагання проходило у двох групах. Перемогу у вирішальній грі над командою екіпажу Чорноморського флоту здобув «Суднобудівник» (4:2). За перемогу футболісти були нагороджені перехідним Червоним прапором міського комітету у справах фізкультури та спорту.
У 1970-х роках у чемпіонаті Севастополя брало участь 15 команд. Крім того, команди послабше виступали у двох групах («А» та «Б») першості — по 16 та 12 команд відповідно.

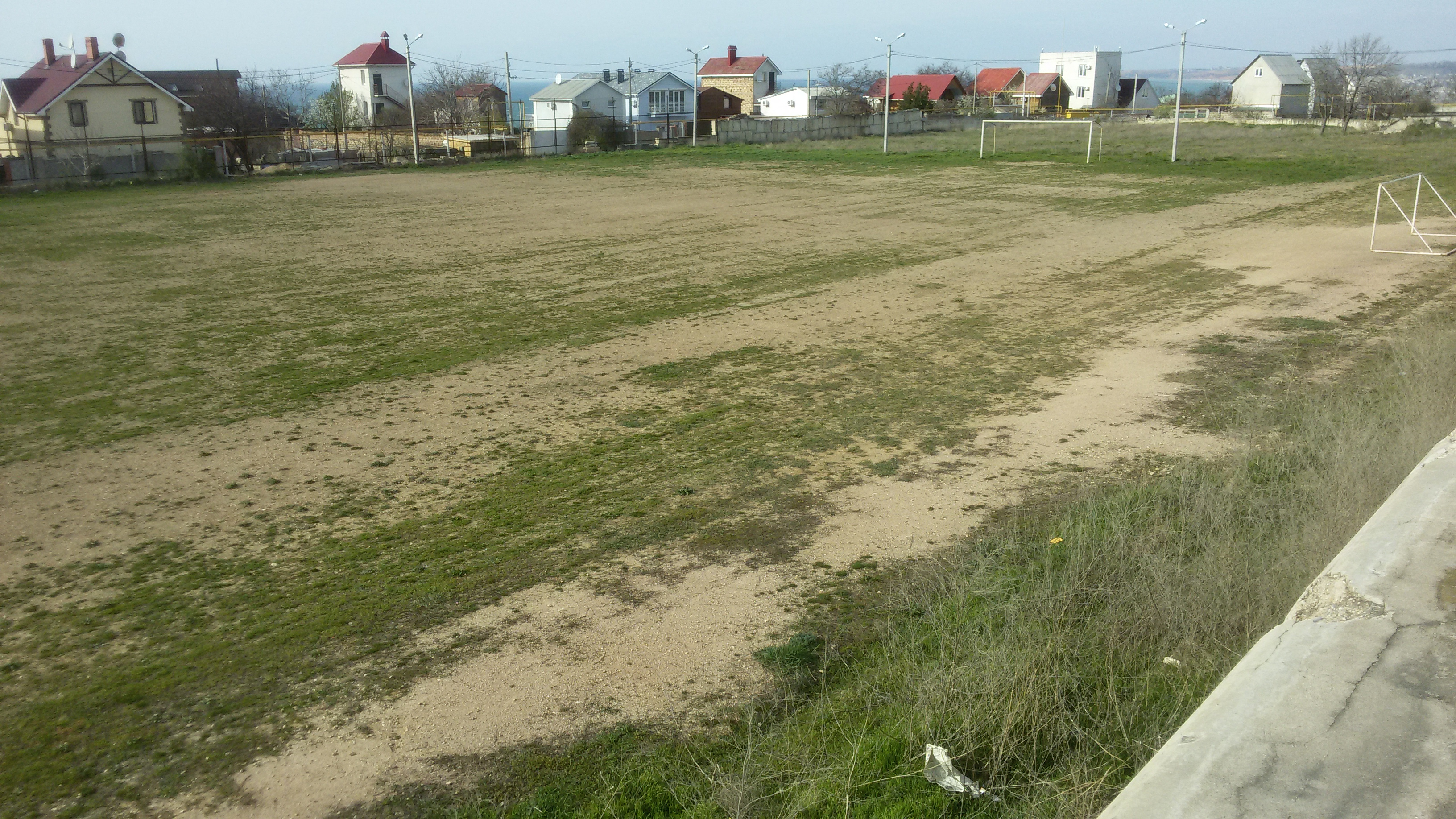
Стадіон «Вікторія»

У 2020 році турнір проводився лише на стадіонах, включених до всеросійського реєстру об'єктів спорту. Ними виявилися лише дві арени: спорткомплекс «Вікторія» на Радіогірці та спорткомплекс у селищі Сахарна Головка. Цього року фінансування на проведення чемпіонату виділило Управління у справах молоді та спорту Севастополя.
Найбільш титулованим клубом є «Волна», яка перемагала у чемпіонаті 8 разів. Чинним переможцем турніру є «СШ № 3 — ПівнДУ».

## Переможці
| Сезон       | Призери                         | Призери           | Призери                      |
| Сезон       | Переможець                      | 2-е місце         | 3-тє місце                   |
| ----------- | ------------------------------- | ----------------- | ---------------------------- |
| 1915        | Костянтинівське реальне училище |                   |                              |
| 1917        | Рекс                            |                   |                              |
| 1923        | Рекс                            |                   |                              |
| 1927        | Пролетарська кузня              |                   |                              |
| 1929        | Червоний металіст               |                   |                              |
| 1936 (в)    | БЧАФ                            |                   |                              |
| 1936 (о)    | Динамо                          | СМЗ               | СМЗ-3                        |
| 1937 (в)    | Суднобудівник                   |                   |                              |
| 1938        | Суднобудівник                   | Військпорт        | БЧАФ                         |
| 1939 (в)    | ДВМФ                            |                   |                              |
| 1939 (о)    |                                 |                   |                              |
| 1946        | Команда лінкора «Севастополь»   |                   |                              |
| 1947        | Суднобудівник                   | ЧФ                |                              |
| 1948 — 2002 |                                 |                   |                              |
| 2003        | Хвиля (Андріївка)               | Авліта            | Суднобудівник                |
| 2004        | КАМО                            | Волна (Андріївка) | Динамо                       |
| 2005        | Волна (Андріївка)               | Динамо            | КАМО                         |
| 2006        | Динамо                          | КАМО              | Волна (Андріївка)            |
| 2007        | Севастополь-90                  | КАМО              | Волна (Андріївка)            |
| 2008        | Волна (Андріївка)               | КАМО              | Севастополь-91               |
| 2009        |                                 |                   |                              |
| 2010        | Волна (Андріївка)               |                   |                              |
| 2011        | КАМО                            | Спарта-СДЮШОР-5   | Волна (Андріївка)            |
| 2012        | КАМО                            | Мегастрой         | Танго                        |
| 2013        | КАМО                            | Хвиля (Андріївка) | Танго                        |
| 2014        | КАМО                            | Танго             | ЧФ                           |
| 2015        | Танго                           | ЧФ                | КАМО                         |
| 2016        | КАМО                            | Чорноморець       | Танго                        |
| 2017        | Чорноморець                     | КАМО              | Збірна міста ПФК Севастополь |
| 2018        | Чорноморець                     | КАМО              | Компас                       |
| 2019        | КАМО                            | Танго-СШОР        | Байдари                      |
| 2020        | Ураган                          | ЗОШ № 3           | Збірна міста ПФК Севастополь |
| 2021        | Ураган                          | Чорноморець       | Збірна міста ПФК Севастополь |
| 2022        | СШ № 3 — ПівнДУ                 | Спартак           | Збірна міста ПФК Севастополь |